# سبارتن: توتال واريور
سبارتن: توتال واريور (بالإنجليزية: Spartan: Total Warrior؛ يترجم كـ « أسبرطي: محارب كامل »)‏ هي لعبة فيديو من إنتاج سيجا. تعد اللعبة أحد أجزاء سلسلة ألعاب توتال وار (Total War) والتي تبرمجها ذا كريتيف أسمبلي. صدرت في 24 أكتوبر، 2005 على أجهزة إكس بوكس، وبلاي ستيشن 2، ونينتندو جيم كيوب.

## القصة
قصة اللعبة تدول حول محارب من أسبارطة باليونان أثناء عصر الإمبراطورية الرومانية. في اللعبة تحاصر الجيوش المدينة، والشعب يعتمد على بطل واحد، اعداد الجيوش هائلة أسلحة العدو خيالية الحجم.

## نظرة عامة
لعبة سبارتن وهي لعبة تاريخية ملحمية تتحث عن ذلك الزمان التي كانت كل دولة تعتبر نفسها الأقوى بجيشها الضخم أو اراضيها الشاسعة أو ابطالها الأسطوريين، طبعا أنت محارب شجاع تدافع عن بلدك الحبيب ((اسبارطة)) من هجوم الرومانيين السفلة، ستشاهد في العرض الأول من اللعبة وجيوش اسبرطة متجمع في الساحة الخارجية والملك يصرخ من قمة راسة على الجنود يحثهم على الدفاع وسترى لجنود يصرخون متحمسين واصوات سيوفهم في مشهد درامي جميل، ثم تسمع الرب يكلمك وعند اتنهاء المشهد تبدا الحرب الضارية، ستصدم أول مايبدا العب سترى الشخصية الرئيسية والتي هي سبارتن صغيرة والذي سيجعلك مذهول كيف بطل كبير يجعل بهذا الصغر اوكي نكمل ستحركه إلى الامام وستراه يركض بطريقة سريعة نقدر نقول زيادة عن اللزوم ثم تصل إلى الجسور التي وضعها الرومان لغزو الحصن هنا ستلقي كل العيوب خلفك ستبدا باضرب والضرب والضرب في الجنود وستذهل من العدد الذي سيهاجمك لدرجة ان بعض أو كثير من الأحيان لن ترى سبارتن من بين الجنود الذين فوقك.

## التحكم
- زر الاكس : أكثر زر تستخدة طبعا وهو زر الضرب بسيفك
- زر المثلث : يستخدم معة زر L2 لتدحرج يمينا وشمال امام وخلـف
- زرR1 :استخدمة كثيرا جدا وهو عندما تضرب الجنود مرارا وتكرارا سيمتلا العداد الأحمر ثم اضغط R1+اكس ليعمل ضربة قوية على أحد الجنود المساكين أو ان تضرب الجنود مرارا وتكرارا إلى ان يمتلا العداد ثم اضغط R1 +دائرة ويعمل حركة جميلة جدا تجعلة يقطع راس 10 جنود COOL
- L2: مهم جدا وهو زر الصد وعندما تكون ظاغط علية وفي نفس الوقت تضغط اكس ستراة سبارتن يركل الجندي الذي امامه.

## بعض المميزات
- التصوير للواقع القديم بشكل رائع من حيث عدد الجنود والقصور وحتى الأسلحة المستخدمة (سيظهر حصان طروادة في إحدى مراحل اللعبة)
- الموسيقى واصوات السيوف وصراخ الجنود
- التخزين: لو كنت في المنتصف وحصل ظرف لك لن تعيد ها من بداية المرحلة فقطstart ثم exit and save
- العدد الهائل من الجنود المتواجدين في نفس الوقت، تقريبا من أكثر ألعاب على ps2 بها هذا العدد الهائل من الاشخاص